# Адамс, Алексис
Алексис Адамс (англ. Alexis Adams; род. 3 ноября 1992 года, Флорида, США) — американская порноактриса и эротическая фотомодель.

## Карьера
Имеет немецко-ирландско-шведские корни. В течение восьми лет занималась чирлидингом. Также три года работала в ресторане.
В январе 2012 года под псевдонимом Джордана Райан (англ. Jordana Ryan) снимается в качестве «Студентки недели» (Coed of the Week) для журнала Playboy. Около года проработала в компании Model Mayhem. Первоначально была противницей порнографии, но по предложению компании решает сняться в сцене мастурбации. Начала карьеру в индустрии для взрослых в 2012 году в возрасте 19 лет, подписав контракт с агентством талантов Matrix Models. Но в мае 2015 года переходит к компании Adult Talent Managers (ATMLA). В январе 2018 года, спустя почти три года сотрудничества, уходит из ATMLA и решает самостоятельно выбирать проекты.
Снимается для Adam & Eve, Brazzers, Cherry Pimps, Digital Playground, Digital Sin, Elegant Angel, FM Concepts, Girlfriends Films, Jules Jordan Video, Lethal Hardcore, Mile High, Nubile Films, PornPros, Pulse Distribution, Pure Play Media и многих других.
В сентябре 2014 года снялась для сентябрьского выпуска журнала Penthouse. Ровно через два года появляется на страницах журнала Hustler. В апреле 2018 года была выбрана порносайтом Cherry Pimps «Вишенкой месяца» (Cherry of the Month).
По данным сайта IAFD на 2021 год, снялась в 392 порнофильмах. С тех пор в съёмках не участвует, хотя об уходе из порноиндустрии не заявляла.

## Награды и номинации
| Год  | Награда        | Результат | Категория                                                               | Фильм                                   |
| ---- | -------------- | --------- | ----------------------------------------------------------------------- | --------------------------------------- |
| 2013 | Sex Award      | Номинация | Самая горячая новая девушка                                             | н/д                                     |
| 2014 | The Fannys     | Номинация | Новая старлетка года                                                    | н/д                                     |
| 2015 | AVN Award      | Номинация | Награда поклонников: лучшие сиськи                                      | н/д                                     |
| 2015 | XBIZ Award     | Номинация | Лучшая новая старлетка                                                  | н/д                                     |
| 2016 | AVN Award      | Номинация | Награда поклонников: лучшие сиськи                                      | н/д                                     |
| 2016 | XBIZ Award     | Номинация | Лучшая сцена секса — виньетка (вместе с Алексом Легендом)               | Busty Workout                           |
| 2017 | AVN Award      | Номинация | Лучшая сцена секса парень/девушка (вместе с Мануэлем Феррарой)          | Young and Glamorous 8                   |
| 2017 | XBIZ Award     | Номинация | Лучшая сцена секса — только секс (вместе с Томми Пистолом)              | Sex Footage: Young Girls Home All Alone |
| 2018 | Fleshbot Award | Номинация | Лучшая сцена группового секса (вместе с Брэдом Стерлингом и Кирстен Ли) | Three Lovers                            |
| 2019 | AVN Award      | Номинация | Лучшая сцена мастурбации/стриптиза                                      | Natural 2                               |

## Избранная фильмография
- 2013 — Amateur Introductions 3
- 2013 — Perverted Ass Massage 3
- 2013 — Secret Crushes[20]
- 2014 — Cum Swallowing Auditions 11
- 2014 — Girl Next Door Likes It Dirty
- 2014 — Perfectly Natural
- 2014 — Pure Desire 2[21]
- 2014 — Pure Sexual Attraction 2
- 2014 — Spin! Suck And Fuck 13
- 2015 — Barely Legal My Brand New Boobs
- 2015 — Cheek Peekers
- 2015 — My Best Friend’s Dad 3
- 2015 — Stacked 4
- 2015 — Young Girl Seductions 7
- 2016 — Busty Teens[22]
- 2016 — Exotique Obsession 4
- 2016 — Perfectly Natural 11[23]
- 2016 — Sticky Sweet
- 2016 — Three Of Us 3
- 2017 — Girlfriend Experience 11
- 2017 — Natural 2
- 2017 — Sex POV 23
- 2017 — Sexual Education 4
- 2018 — Lust Unleashed 12
- 2018 — My Wife’s Fantasy 5